# Näringsbrist
Näringsbrist innebär en otillräcklig tillförsel av livsnödvändiga näringsämnen för kroppen. Några konsekvenser av näringsbrist är försämrad tillväxt, håravfall, vävnadsskador, ökad infektionskänslighet och rubbningar i kroppsfunktioner.

## Näringsbrist och undernäring
På svenska finns de två kompletterande begreppen näringsbrist och undernäring. Näringsbrist handlar om att kroppen tillförs för liten mängd av de livsnödvändiga näringsämnena, medan undernäring syftar på det tillstånd som uppstår när kroppens energi- och näringsbehov inte täckts under en längre tid. Näringsbrist handlar då de omedelbara effekterna av själva (den bristande) tillförseln och undernäringen om dess långsiktiga konsekvenser.
Det engelska ordet malnutrition används i båda de ovanstående betydelsena. Dessutom syftar det ordet konkret på felnäring och inkluderar därför både bristande energi- och näringsintag och överkonsumtion (exempelvis med fetma som konsekvens). Ordet nutrient deficiency är dock ett alternativt ord för näringsbrist.

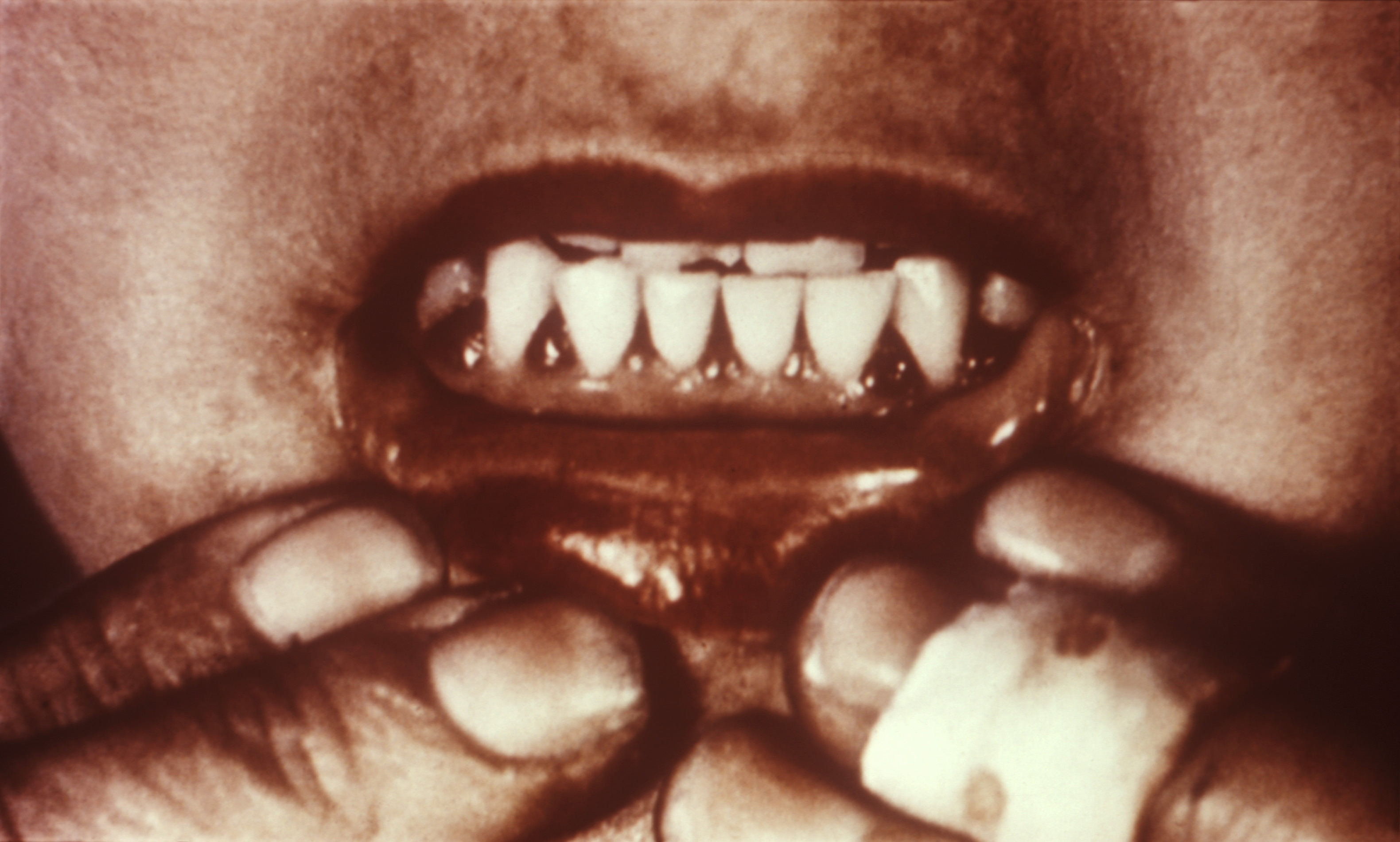
Tandkött som angripits av skörbjugg, en konsekvens av bristande intag av C-vitamin.

## Primär och sekundär
Man skiljer mellan primär och sekundär näringsbrist. Den förra handlar om att näringsintaget är för litet, den andra att näringsintaget (eller kroppens näringsupptag) är för litet i kombination med ökat näringsbehov eller en kroppslig skada eller sjukdom.

### Primär näringsbrist
En primär näringsbrist kan förorsakas av ett bristande intag av näringsämnen och energi. I I-länder som Sverige kan detta bland annat förorsakas av en oaktsamhet med kosten vid olika dieter. I samband med viktminskningsdieter undviks ofta antingen fett eller kolhydrater, vilket kan leda till koncentrationsstörningar eller andra problem.
Ett dåligt intag av näringsämnen och energiämnen kan leda till primär näringsbrist. Detta kan orsaka protein-energiundernäring och sjukdomar som exempelvis skörbjugg och rakit.

### Sekundär näringsbrist
Sekundär näringsbrist förekommer vid ökande behov av näringsämnen och kan orsakas av mag- och tarmsjukdomar, infektioner, tumörer, vävnadsskador, brännskada, benbrott eller kirurgiska ingrepp. En glutenintolerant person som intar gluten kan skada tarmluddet på insidan av tunntarmen, vilket kan leda till minskad upptagningsförmåga av näringsämnen och i förlängningen näringsbrist.